# Cmentarz wojenny nr 333 – Cichawa
Cmentarz wojenny nr 333 – Cichawa – zabytkowy austriacki cmentarz wojenny z okresu I wojny światowej wybudowany przez Oddział Grobów Wojennych C. i K. Komendantury Wojskowej w Krakowie i znajdujący się na terenie jego okręgu IX Bochnia.
Znajduje się w północno-zachodniej części miejscowości Cichawa w województwie małopolskim, w powiecie wielickim, w gminie Gdów.
Jest to niewielka nekropolia o powierzchni 2 arów, na planie kwadratu o boku 14 metrów. Leży pośrodku pól uprawnych. W rogu cmentarza rośnie wysoka lipa. Pomnikiem centralnym jest stojący na postumencie, przy ogrodzeniu od strony północno-wschodniej, krzyż. Poniżej niego znajduje się współczesna tablica z następującym tekstem:
CMENTARZ WOJENNY CICHAWA

1914–1915

KRIEGERFRIEDHOF CICHAWA

– WY, COŚCIE PADLI ZA OJCZYZNĘ W BOJU

WRÓG CZY PRZYJACIEL – DOKONAWSZY CZYNU

ŚPIJCIE ZŁĄCZENI W TEJ ZIEMI POKOJU –
Pochowano na nim 8 żołnierzy austriacko-węgierskich z 55 pułku piechoty oraz 13 i 14 batalionów strzelców polowych. Spoczywa tutaj także 44 żołnierzy rosyjskich. Polegli oni w dniach 6, 10 oraz 13 grudnia 1914 roku.
Cmentarz projektował Franz Stark.

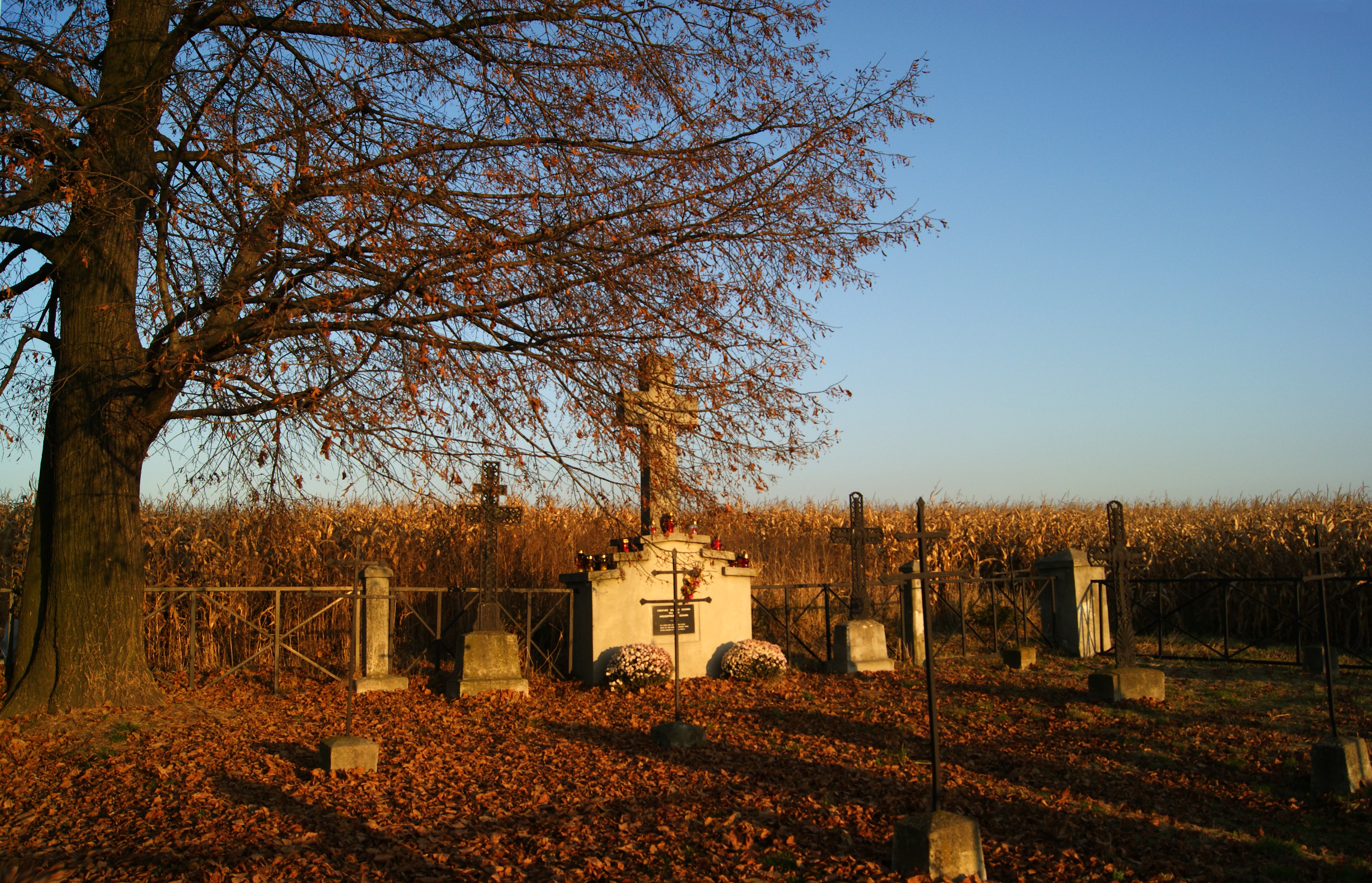
Widok ogólny
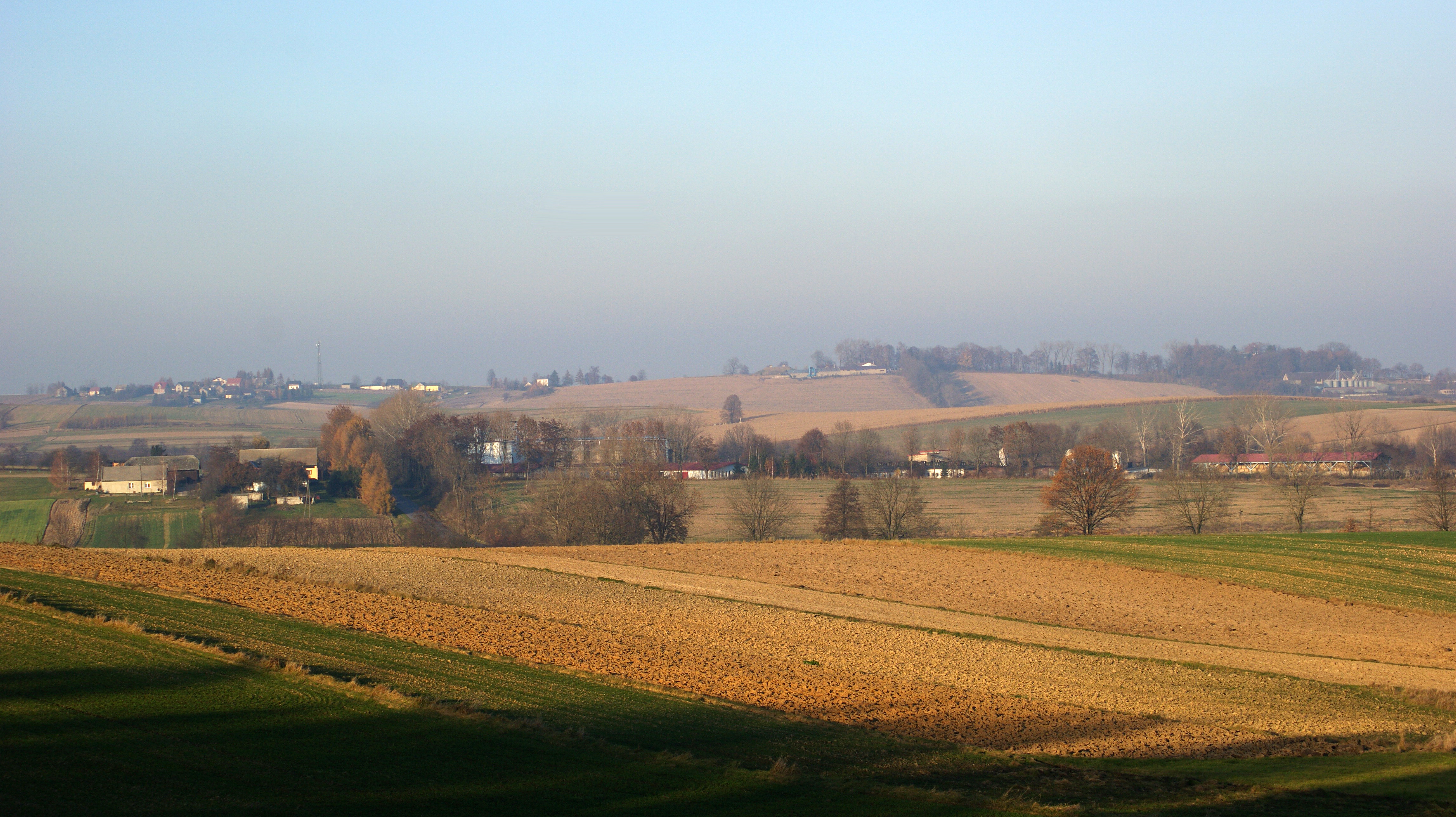
Widok z południa